# Paronana pilosa
Paronana pilosa är en urinsektsart som först beskrevs av John Tenison Salmon 1941.  Paronana pilosa ingår i släktet Paronana och familjen Paronellidae. Inga underarter finns listade i Catalogue of Life.